# Biblio-Mat

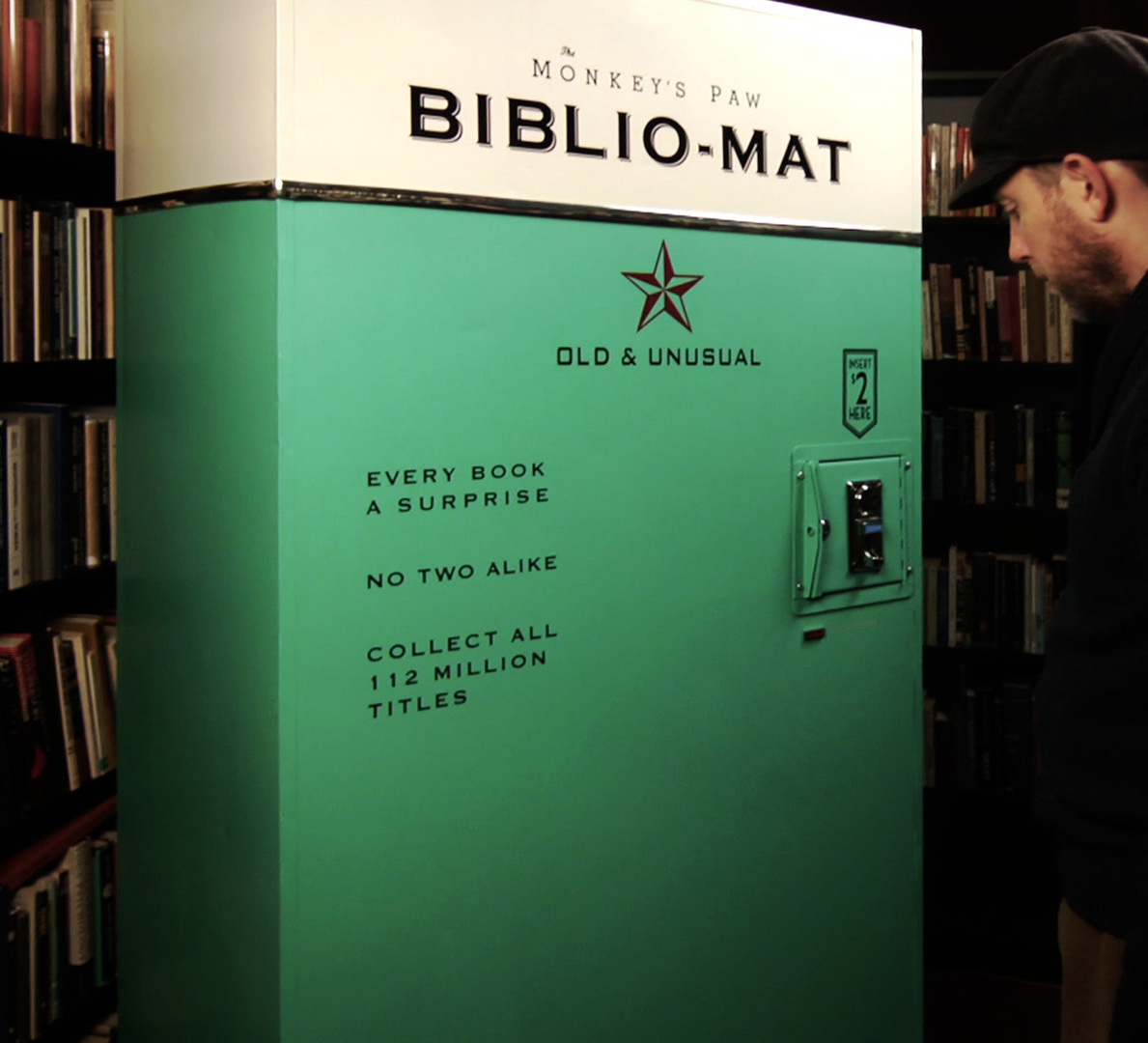
Biblio-Mat năm 2012.

Biblio-Mat là máy bán sách cổ ngẫu nhiên được đặt tại hiệu sách The Monkey's Paw ở Toronto, Canada do nghệ sĩ thị giác Craig Small thiết kế.

## Lịch sử